# Banca Nazionale Toscana
La Banca Nazionale Toscana è stato un istituto di credito del Granducato di Toscana e del Regno d'Italia.

## Storia
Nel Granducato arrivarono ad esserci sei banche di emissione: la Banca di Firenze (1816), la Banca di Livorno (1836), la Banca di Siena (1841), la Banca di Arezzo (1846), la Banca di Pisa (1847) e la Banca di Lucca (1849).
Nel 1857 si fusero la Banca di Firenze e la Banca di Livorno. Nel 1860 confluirono nel nuovo istituto, chiamato Banca Nazionale Toscana, anche le altre banche d'emissione.
Dopo l'Unità nazionale del 1861, la Banca Nazionale Toscana fu una delle sei banche italiane con diritto di emissione monetaria. A partire dal 1874 fece parte del Consorzio obbligatorio degli istituti di emissione.
Come altri banchi d'emissione privati, la Nazionale Toscana era in quotata in borsa. In particolare fu quotata alla borsa di Milano dal 1891 al 1894.
In seguito alla legge n. 449 del 1893, essa venne fusa insieme alla Banca Nazionale del Regno d'Italia, alla Banca Toscana di Credito per le Industrie e il Commercio d'Italia e alla gestione liquidatoria della Banca Romana, per dare vita all'attuale Banca d'Italia.